# Grand Prix Kanady 2018
Grand Prix Kanady 2018 (oficiálně Formula 1 Grand Prix Heineken du Canada 2018) se jela na okruhu Circuit Gilles Villeneuve v Montréalu v Kanadě dne 10. června 2018. Závod byl sedmým v pořadí v sezóně 2018 šampionátu Formule 1.

## Kvalifikace
| Poř.                       | No. | Jezdec            | Konstruktér               | Časy v kvalifikaci | Časy v kvalifikaci | Časy v kvalifikaci | Pořadí na startu |
| Poř.                       | No. | Jezdec            | Konstruktér               | Q1                 | Q2                 | Q3                 | Pořadí na startu |
| -------------------------- | --- | ----------------- | ------------------------- | ------------------ | ------------------ | ------------------ | ---------------- |
| 1                          | 5   | Sebastian Vettel  | Ferrari                   | 1:11.710           | 1:11.524           | 1:10.764           | 1                |
| 2                          | 77  | Valtteri Bottas   | Mercedes                  | 1:11.950           | 1:11.514           | 1:10.857           | 2                |
| 3                          | 33  | Max Verstappen    | Red Bull Racing-TAG Heuer | 1:12.008           | 1:11.472           | 1:10.937           | 3                |
| 4                          | 44  | Lewis Hamilton    | Mercedes                  | 1:11.835           | 1:11.740           | 1:10.996           | 4                |
| 5                          | 7   | Kimi Räikkönen    | Ferrari                   | 1:11.725           | 1:11.620           | 1:11.095           | 5                |
| 6                          | 3   | Daniel Ricciardo  | Red Bull Racing-TAG Heuer | 1:12.459           | 1:11.434           | 1:11.116           | 6                |
| 7                          | 27  | Nico Hülkenberg   | Renault                   | 1:12.795           | 1:11.916           | 1:11.973           | 7                |
| 8                          | 31  | Esteban Ocon      | Force India-Mercedes      | 1:12.577           | 1:12.141           | 1:12.084           | 8                |
| 9                          | 55  | Carlos Sainz Jr.  | Renault                   | 1:12.689           | 1:12.097           | 1:12.168           | 9                |
| 10                         | 11  | Sergio Pérez      | Force India-Mercedes      | 1:12.702           | 1:12.395           | 1:12.671           | 10               |
| 11                         | 20  | Kevin Magnussen   | Haas-Ferrari              | 1:12.680           | 1:12.606           |                    | 11               |
| 12                         | 28  | Brendon Hartley   | Scuderia Toro Rosso-Honda | 1:12.587           | 1:12.635           |                    | 12               |
| 13                         | 16  | Charles Leclerc   | Sauber-Ferrari            | 1:12.945           | 1:12.661           |                    | 13               |
| 14                         | 14  | Fernando Alonso   | McLaren-Renault           | 1:12.979           | 1:12.856           |                    | 14               |
| 15                         | 2   | Stoffel Vandoorne | McLaren-Renault           | 1:12.998           | 1:12.865           |                    | 15               |
| 16                         | 10  | Pierre Gasly      | Scuderia Toro Rosso-Honda | 1:13.047           |                    |                    | 19               |
| 17                         | 18  | Lance Stroll      | Williams-Mercedes         | 1:13.590           |                    |                    | 16               |
| 18                         | 35  | Sergej Sirotkin   | Williams-Mercedes         | 1:13.643           |                    |                    | 17               |
| 19                         | 9   | Marcus Ericsson   | Sauber-Ferrari            | 1:14.593           |                    |                    | 18               |
| 107% času vítěze: 1:16.729 |     |                   |                           |                    |                    |                    |                  |
| —                          | 8   | Romain Grosjean   | Haas-Ferrari              | Bez času           |                    |                    | 20               |
| Zdroj:                     |     |                   |                           |                    |                    |                    |                  |

Poznámky
1. ↑  Pierre Gasly obdržel trest posunu o 10 míst vzad kvůli výměně pohonné jednotky.
2. ↑  Romain Grosjean nezaznamenal čas, kterým by se kvalifikoval ve 107 % času vítěze. Start mu byl povolen sportovními komisaři.

## Závod
| Poř.   | No. | Jezdec            | Konstruktér               | Počet kol | Čas/Odstoupení | Pořadí na startu | Body |
| ------ | --- | ----------------- | ------------------------- | --------- | -------------- | ---------------- | ---- |
| 1      | 5   | Sebastian Vettel  | Ferrari                   | 68        | 1:28:31.377    | 1                | 25   |
| 2      | 77  | Valtteri Bottas   | Mercedes                  | 68        | +7.376         | 2                | 18   |
| 3      | 33  | Max Verstappen    | Red Bull Racing-TAG Heuer | 68        | +8.360         | 3                | 15   |
| 4      | 3   | Daniel Ricciardo  | Red Bull Racing-TAG Heuer | 68        | +20.892        | 6                | 12   |
| 5      | 44  | Lewis Hamilton    | Mercedes                  | 68        | +21.559        | 4                | 10   |
| 6      | 7   | Kimi Räikkönen    | Ferrari                   | 68        | +27.184        | 5                | 8    |
| 7      | 27  | Nico Hülkenberg   | Renault                   | 67        | +1 kolo        | 7                | 6    |
| 8      | 55  | Carlos Sainz Jr.  | Renault                   | 67        | +1 kolo        | 9                | 4    |
| 9      | 31  | Esteban Ocon      | Force India-Mercedes      | 67        | +1 kolo        | 8                | 2    |
| 10     | 16  | Charles Leclerc   | Sauber-Ferrari            | 67        | +1 kolo        | 13               | 1    |
| 11     | 10  | Pierre Gasly      | Scuderia Toro Rosso-Honda | 67        | +1 kolo        | 19               |      |
| 12     | 8   | Romain Grosjean   | Haas-Ferrari              | 67        | +1 kolo        | 20               |      |
| 13     | 20  | Kevin Magnussen   | Haas-Ferrari              | 67        | +1 kolo        | 11               |      |
| 14     | 11  | Sergio Pérez      | Force India-Mercedes      | 67        | +1 kolo        | 10               |      |
| 15     | 9   | Marcus Ericsson   | Sauber-Ferrari            | 66        | +2 kola        | 18               |      |
| 16     | 2   | Stoffel Vandoorne | McLaren-Renault           | 66        | +2 kola        | 15               |      |
| 17     | 35  | Sergej Sirotkin   | Williams-Mercedes         | 66        | +2 kola        | 17               |      |
| Ret    | 14  | Fernando Alonso   | McLaren-Renault           | 40        | Výfuk          | 14               |      |
| Ret    | 28  | Brendon Hartley   | Scuderia Toro Rosso-Honda | 0         | Kolize         | 12               |      |
| Ret    | 18  | Lance Stroll      | Williams-Mercedes         | 0         | Kolize         | 16               |      |
| Zdroj: |     |                   |                           |           |                |                  |      |

## Průběžné pořadí po závodě
Pohár jezdců
|   | Pořadí | Jezdec           | Body |
| - | ------ | ---------------- | ---- |
| 1 | 1      | Sebastian Vettel | 121  |
| 1 | 2      | Lewis Hamilton   | 120  |
| 1 | 3      | Valtteri Bottas  | 86   |
| 1 | 4      | Daniel Ricciardo | 84   |
|   | 5      | Kimi Räikkönen   | 68   |

Pohár konstruktérů
|  | Pořadí | Konstruktér               | Body |
|  | ------ | ------------------------- | ---- |
|  | 1      | Mercedes                  | 206  |
|  | 2      | Ferrari                   | 189  |
|  | 3      | Red Bull Racing-TAG Heuer | 134  |
|  | 4      | Renault                   | 56   |
|  | 5      | McLaren-Renault           | 40   |